# Vanosc
Vanosc é uma comuna francesa na região administrativa de Auvérnia-Ródano-Alpes, no departamento de Ardèche. Estende-se por uma área de 26,1 km². Em 2010 a comuna tinha 947 habitantes (densidade: 36,3 hab./km²).